# Soňa Boštíková
Soňa Boštíková (* 22. září 1971, Boskovice; pět let vdaná jako Vomáčková, po rozvodu si vzala zpět své dívčí jméno) je česká horolezkyně.

## Biografie
Boštíková se od dětství věnovala sportu, do svých 20 let závodně běhala (400 a 800 m). Poprvé si vyzkoušela lezení na táboře ve svých 8 letech, ale lézt začala až na VŠ. Po absolvování boskovického gymnázia vystudovala učitelství na Fakultě tělesné výchovy a sportu Univerzity Karlovy, obor matematika a tělocvik se zaměřením na sporty v přírodě. V letech 1996 až 2004 pracovala na Katedře sportů v přírodě, vedla kurzy lezení, turistiky a skialpinismu.. Byla vdaná za kolegu Ladislava Vomáčka
. Od roku 1998 pracovala v Namche, obchodu s vybavením pro turistiku, horolezectví a skialpinismus. Od roku 2002 spoluvlastní společnost Namche – Outdoor, Travel & Climbing Center zastřešující tento horolezecký obchod, lezeckou školu i cestovní kancelář, v této společnosti je i vedoucí lezecké a skialpové školy Namche. Jejím partnerem byl horský vůdce Josef Šimůnek s nímž má dvě děti. Soňa Boštíková je autorkou knihy Vysokohorská turistika (2004) a spoluautorkou knih Droga zvaná výška (2002) a Lezení na umělých stěnách (2008).

## Horolezectví
Soňa Boštíková je českou výškovou horolezkyní. K horolezectví se dostala až na vysoké škole. Nejprve trénovala na umělých stěnách, postupně pak ve skalách, v Alpách a potom už jela rovnou do Himálaje, kde byla do roku 2007 celkem osmkrát. Její první expedicí byl na podzim 1995 výstup na Pumori (7165 metrů). To však na vrchol nevystoupili. V roce 1997 přišel další pokus, tentokrát na Aljašce. Jako první Češka vůbec zdolala Denali (6190 metrů). Roku 1998 se zúčastnila výstupu s týmem Himalaya 8000, kdy vystoupali na Makalu (8463 metrů). Zde se zapsala do statistiky jako první žena, která při výstupu nepoužila kyslík, a zároveň posunula český výškový rekord žen. O rok později stejná skupina vystoupala na Lhoce (8 512 metrů). Zde se Boštíková stala třetí ženou v pořadí na tomto vrcholu. V roce 2000 a 2001 se pokusila zdolat vrcholy Kančendženga (8586 metrů) a K2 (8611 metrů). Avšak ani jednou nedosáhla vrcholu.
V roce 2005 měla šanci stát se sportovním výstupem bez kyslíku první Češkou na vrcholu Mount Everestu, tým Himalaya 8000 vystupoval bez použití kyslíku severní stěnou, Hornbeinovým kuloárem. Pro nepřízeň počasí se expedice na vrchol nedostala.
Při studiu se v roce 1993 začala věnovat také skialpinismu. Několik let se účastnila závodů, v roce 2003 byla druhá v hodnocení Českého poháru.